# كبريتيد القصدير الرباعي
 كبريتيد القصدير الرباعي مركب كيميائي صيغته SnS2، ويكون على شكل بلورات صفراء ذهبية.

## الوفرة الطبيعية والتحضير
يوجد مركب كبريتيد القصدير الرباعي في الطبيعة على شكل معدن البيرندتيت  berndtite.
يحضر كبريتيد القصدير الرباعي مخبريا من تمرير غاز كبريتيد الهيدروجين على محلول حمضي من كلوريد القصدير الرباعي
SnCl4 + 2H2S → SnS2 + 4HCl
أما تقنياً فيحضر من التفاعل المباشر لفلز القصدير مع زهر الكبريت.

## الخواص
- مركب كبريتيد القصدير الرباعي غير منحل في الماء، وكذلك غير منحل في حمض هيدروكلوريك وحمض النتريك، لكنه منحل في محاليل الكبريتيدات القلوية، حيث يشكل معقد ثيو القصديرات المنحل.
- البنية البلورية لمركب كبريتيد القصدير مماثلة لبنية مركب يوديد الكادميوم، حيث تتوضع ذرات القصدير الرباعي في الفجوات ثمانية الوجوه المتشكلة من ستة مراكز من ذرات الكبريت.[5]

## الاستخدامات
- يستخدم كخضاب ذهبي اللون وفي إضفاء اللون البرونزي [6] حيث يعرف باسم ذهب الموزاييك mosaic gold.